# Teatro Dulcina de Moraes
O Teatro Dulcina de Moraes está localizado no Distrito Federal, Brasil. Projetado pelo arquiteto Oscar Niemeyer, foi inaugurado em 21 de abril de 1980. Atualmente, pertence à Fundação Brasileira de Teatro (FBT). Conta com 400 lugares, palco italiano, oito camarins, cabine de som e luz, onde também se opera uma faculdade.
Vinculada a Faculdade de Artes Dulcina de Moraes foi a primeira instituição de ensino a licenciar bacharéis em artes cênicas, plásticas e visuais no país.
O nome do teatro é uma homenagem à sua fundadora, a atriz Dulcina de Moraes. Foi tombado pelo governo do Distrito Federal em 2007, conforme Decreto nº 28.518.
Devido a uma série de problemas de gestão, o teatro vem sofrendo com sucateamento e desgastes em sua estrutura física. Em 2013, na comissão sobre cultura, chegou a ser discutido o fechamento do teatro por uma séries de irregularidades de ordem trabalhista, financeira e administrativa. Na ocasião, a deputa Erika Kokay (PT) denunciou a situação de abandono que a instituição vivia: “Para se ter ideia das dimensões do problema, o Teatro Dulcina, projetado por Oscar Niemeyer, e a Sala Conchita de Moraes estão em estado degradante, o que os coloca de fora do circuito de pautas de Brasília. Além disso, o acervo pessoal da Companhia Dulcina-Odilon está ameaçado de deterioração.” No ano de 2014, o teatro chegou a ficar sem energia elétrica e fez com que o Ministério Público do Distrito Federal e dos Territórios (MPDFT) intervisse na situação delegando o afastamento imediato dos dirigentes da Fundação Brasileira de Teatro. Nesse contexto, foram realizados mutirões de limpeza organizado pelos próprios alunos, que tentavam manter o teatro em mínimas condições de uso.
Em 2018, o teatro buscou por investimentos e também lutou por renegociação de dívidas para buscar suprir os problemas enfrentados pelo teatro. No ano de 2019, um projeto de revitalização do teatro foi apresentado por Paulo Niemeyer, neto de Niemeyer em parceria com o Governo do Distrito Federal.
Em 2020, noticiou-se que o local apresentava condições precárias, bem como que sua fundação mantenedora registrava dívida de R$ 10 milhões. Dentre os problemas apresentam-se um problema de funcionamento de elevadores que já não funcionam desde 2018 e contas atrasadas com a Companhia Energética de Brasília (CEB), no valor de R$ 380 mil.

Dulcina Moraes, sem data

## História
A Fundação Brasileira de Teatro surgiu em 1955, no Rio de Janeiro. A Academia Brasileira de Teatro é inaugurada e mantida pela ABT. A Faculdade de Artes Dulcina de Moraes e a Associação Brasileira de Teatro é a evolução  da ABT. 
No final dos anos de 1960 Dulcina passa a ser incentivada, inclusive por Darcy Ribeiro, a transferir a FBT para Brasília. A atriz levanta fundos para transferir com a venda de seu teatro e sua casa no Rio. Assim é iniciada a demorada construção do prédio da FBT em Brasília e as instituições por a mantidas (Faculdade de Artes Dulcina de Moraes e o Teatro Dulcina).
Em 1972 Dulcina mudou-se para Brasília com sua fundação, dez anos depois (1982) inaugura a Faculdade de Teatro e em 1980 o Teatro Dulcina de Moraes. E também o Teatro Conchita de Moraes. 
A peça teatral Gota D'água, de Chico Buarque, inaugurou o Teatro Dulcina, em 1978, que contou com Bibi Ferreira como diretora e também no palco. 

## Mostra Dulcina
A trigésima primeira edição da Mostra Dulcina (2020), que acontece desde 2005, ao fim de cada semestre letivo da Faculdade Dulcina de Moraes, foi realizado virtualmente devido à pandemia de COVID-19.
O evento acontece desde 2005 no Teatro Dulcina e no Teatro do Brasília Shopping. Durante 15 dias foram apresentados teatro, oficinas e artes visuais.